# Coniopteryx falcata
Coniopteryx falcata är en insektsart som beskrevs av Meinander 1995. Coniopteryx falcata ingår i släktet Coniopteryx och familjen vaxsländor. Inga underarter finns listade i Catalogue of Life.